# Kings
Kings er en amerikansk tv-serie, skabt af Michael Green. Serien debuterede på NBC den 15. marts 2009, men er blevet stoppet allerede efter første sæson.